# Bernard Collomb
Bernard Collomb (n. 7 octombrie 1930, Annecy⁠(d), Haute-Savoie, Franța – d. 18 septembrie 2011, La Colle-sur-Loup, Provence-Alpes-Côte d'Azur, Franța) a fost un pilot francez de Formula 1 care a evoluat în Campionatul Mondial între anii 1961 și 1964.
1. 1 2 3 4  Fichier des personnes décédées mirror, accesat în 29 mai 2021